# Herb Terespola
Herb Terespola – jeden z symboli miasta Terespol w postaci herbu.

## Wygląd i symbolika
Herb przedstawia w czerwonym polu herbowym, między dwoma złotymi półksiężycami skierowanymi barkami ku sobie w pas, miecz o srebrnej głowni i złotym jelcu w słup.
Herb ten jest tożsamy z herbem szlacheckim Ostoja – herbem pierwszych właścicieli miasta – rodu Słuszków.